# Заслужений економіст Республіки Білорусь

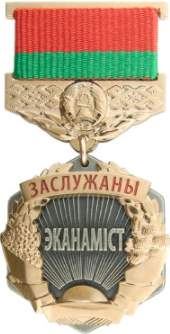

«Заслужений економіст Республіки Білорусь» — почесне звання.

## Порядок присвоєння
Присвоєння почесних звань Республіки Білорусь здійснює Президент Республіки Білорусь. Рішення щодо присвоєння 
державних нагород оформляються указами Президента Республіки Білорусь. Державні нагороди,в тому числі
почесні звання, вручає Президент Республіки Білорусь або інші службовці за його вказівкою. Присвоєння почесних 
звань РБ відбувається в урочистій атмосфері. Державна нагорода РБ вручається нагородженому особисто. У випадку
присвоєння почесного звання РБ з вручення державної нагороди видається посвідчення.
Особам, удостоєнних почесних звань РБ, вручають нагрудний знак.
Почесне звання «Заслужений економіст Республіки Білорусь» присвоюється високопрофесійним економістам та фінансовим працівникам державних органів та інших організацій, які працюють за спеціальністю п'ятнадцять і більше років, за заслуги у галузі економіки та фінансів, в розвитку економічної науки, підготовці кадрів.